# Rettungsleitfaden

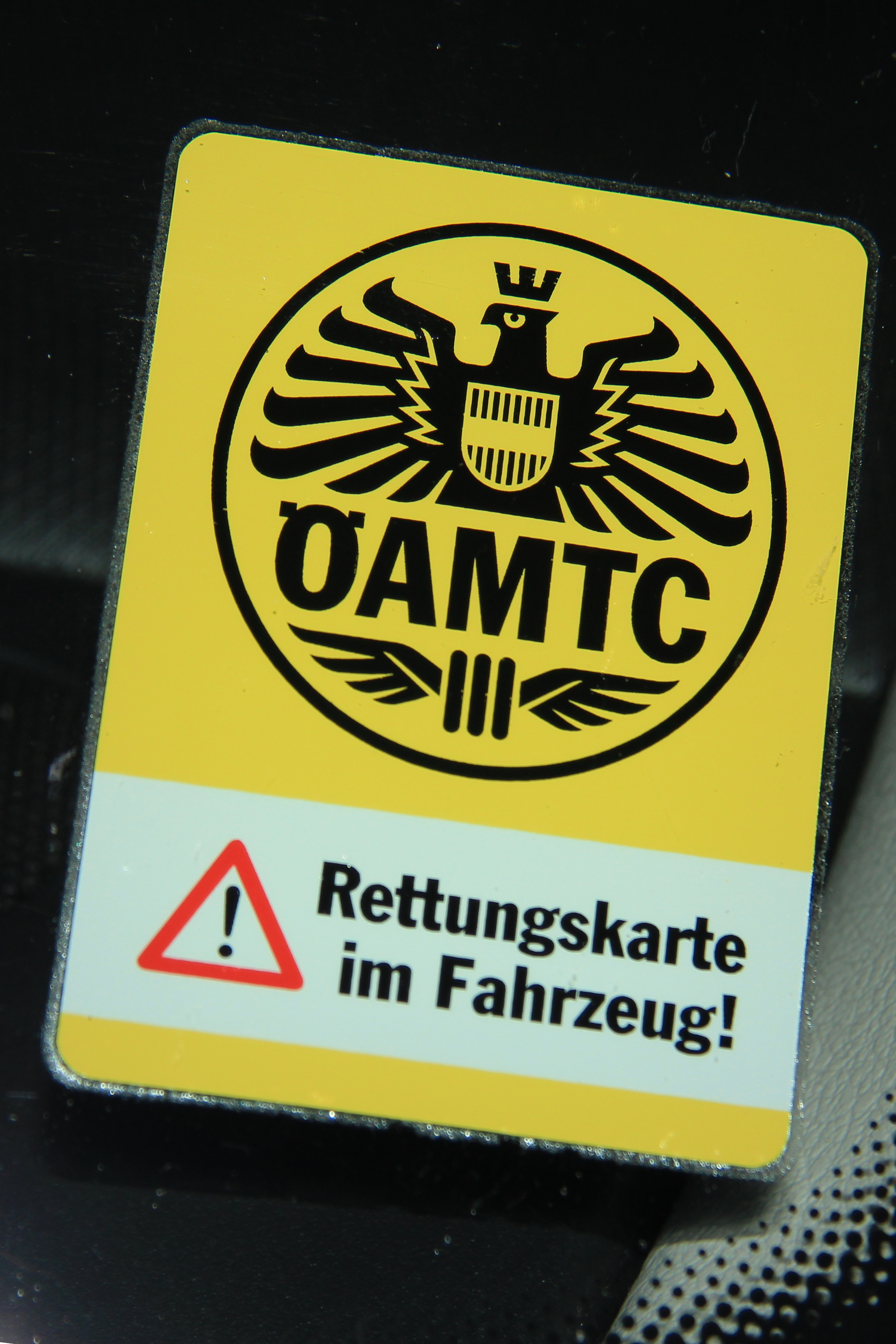
Ankündigungsaufkleber, dass sich eine Rettungskarte im Fahrzeug befindet.

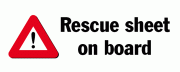
Internationaler Aufkleber der FIA

Ein Rettungsdatenblatt bzw. eine Rettungskarte (je nach Hersteller auch Einsatzblatt oder einfach Merkblatt genannt) ist ein Hilfsmittel zur schnelleren Bergung von Menschen aus ihrem Fahrzeug nach einem Verkehrsunfall. Auf ihr sind für die Rettung relevante Bauteile, wie Airbag, Gurtstraffer, Batterie, Kraftstofftank oder Verstärkungen der Karosserie in einer Fahrzeugskizze dargestellt. Sie unterstützt somit die Feuerwehr dabei, schnell und sicher die optimalen Angriffspunkte für Rettungsgeräte wie Spreizer und Rettungsschere zu identifizieren. Um Sprachproblemen vorzubeugen, sind viele Angaben mittels Symbolen und Skizzen in diesem Leitfaden angegeben.

## Hintergrund
Der Wunsch dahinter ist die Schaffung einer einheitlichen Basis zur Informationsgewinnung, wie dies zum Beispiel bereits bei Gefahrgut (durch Gefahrzettel, den Gefahrendiamant oder das Informationssystem TUIS) der Fall ist. Um sicherzustellen, dass die Rettungskräfte am Einsatzort das zum Fahrzeug passende Rettungsdatenblatt einsetzen können, wurden Fahrzeugführer durch Kfz-Verbände und Feuerwehren aufgefordert, das Datenblatt in Farbe auszudrucken und einheitlich hinter der Fahrersonnenblende zu platzieren. Da die Rettungskarte derzeit nicht für alle Fahrzeuge verfügbar ist, sollte dies mittels Aufkleber an der Windschutzscheibe angezeigt werden.
Feuerwehren, Fahrzeugindustrie und Automobilclubs setzen sich aber auch intensiv für die zentrale Zurverfügungstellung des Rettungsdatenblattes über Multimedia-Einsatz ein. Diese Lösung soll in Zukunft sicherstellen, dass sich Feuerwehren am Einsatzort nicht auf das Vorhandensein bzw. die Zugänglichkeit einer hinterlegten Karte verlassen müssen, und gleichzeitig die modellabhängigen Datenblätter auch stark verformten Fahrzeugen über eine Kennzeichenabfrage eindeutig zugeordnet werden können. Ein solches System wird in Deutschland seit Februar 2013 von der Deutschen Automobil Treuhand bereitgestellt. Allerdings besteht hier oft die Gefahr, dass durch die Verformungen des Fahrzeugwracks die genaue Type und Baujahr nicht genau erkennbar sind. In diesem Fall besteht teilweise die Möglichkeit, dass die ebenfalls vor Ort befindliche Polizei, die Daten auf Grund des Kennzeichens der Feuerwehr mitteilen kann.

## Geschichte

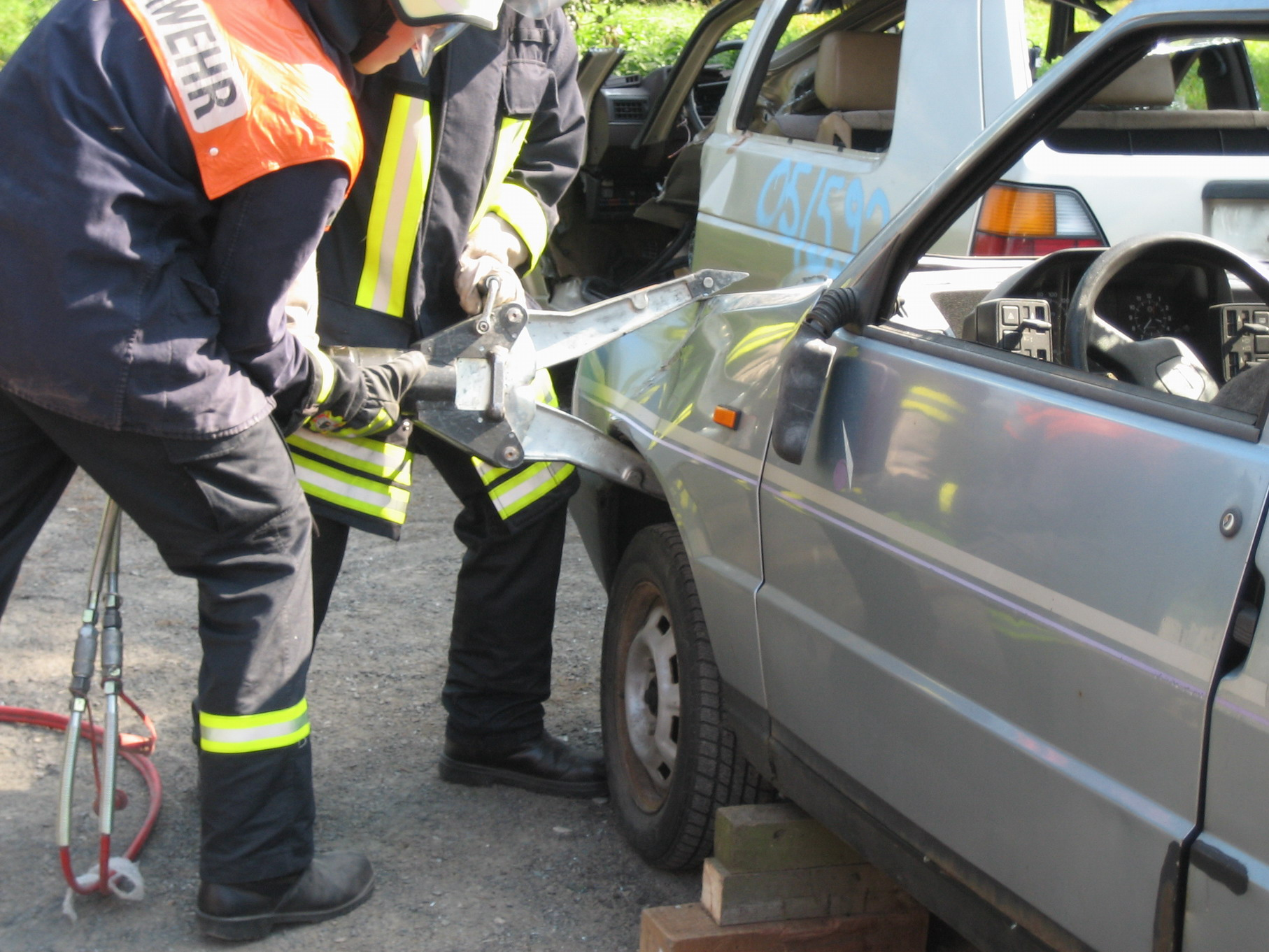
Zusammendrücken eines Kotflügels

Durch die Fortschritte in der Fahrzeugentwicklung, vor allem im Bereich der Sicherheit, wurden vermehrt verstärkende Elemente in Fahrzeugkarosserien verbaut. Diese Elemente haben die Insassensicherheit deutlich verbessert und damit über die letzten Jahre zur stark sinkenden Anzahl der Verkehrstoten beigetragen. Durch komplexere Sicherheitstechnik und stabileren Fahrzeugbau wird somit wichtiger Lebensraum in der Fahrgastzelle erhalten, der aber neue Anforderungen an die Rettungskräfte stellt bzw. bei einer Rettung den Zugang zum Fahrzeuginneren erschweren kann. Nach einer Studie des ADAC erhöht sich die für eine Bergung benötigte Zeit bei neueren Fahrzeugmodellen drastisch. So dauert es bei zwischen 2005 und 2007 gebauten Fahrzeugen in fast der Hälfte der Fälle länger als eine Stunde bis zur Einlieferung des Unfallopfers in ein Krankenhaus. Für die Baujahre 1990 bis 1992 beträgt diese Quote nur zwanzig Prozent.
In Deutschland hat der Verband der Automobilindustrie seit der Einführung des Airbags Anfang der 1990er Jahre Fachinformationen für Feuerwehren veröffentlicht. Mit den deutschen Feuerwehren (vfdb) hat der VDA ab 2007 intensiv an der Erstellung von herstellerübergreifenden, einheitlichen Rettungsdatenblättern – und einer „vfdb-Richtlinie zur rettungstaktischen Vorgehensweise“ – gearbeitet. Die Rettungsdatenblätter wurden im März 2009 angekündigt und auf der IAA 2009 den Feuerwehren vorgestellt.
In der Zwischenzeit wurden die Standards für die Rettungsdatenblätter von den meisten Fahrzeugherstellern außerhalb des VDA übernommen.
Im Mai 2009 startete der ADAC daher eine Initiative, deren Ziel eine Ausstattung aller Neufahrzeuge mit einheitlichen Rettungskarten ist. Ähnlich ist die Situation in Österreich. Auch hier hat sich der ÖAMTC und der Bundesfeuerwehrverband mit einer gemeinsamen Aktion an die Autoindustrie zur Einführung von Rettungskarten gewandt.
Mittlerweile stellen schon sehr viele der Fahrzeughersteller Rettungsdatenblätter in irgendeiner Form zur Verfügung.

## Rettungskarte nachrüsten
Die meisten Autohersteller bieten auch für ihre älteren Fahrzeuge, die noch nicht ab Werk mit Rettungskarten ausgestattet sind, Rettungskarten zum kostenlosen Download an. Diese Karten können ausgedruckt und laminiert hinter die Fahrer-Sonnenblende gesteckt werden. Frontscheiben-Aufkleber können kostenlos über Automobilclubs, in Deutschland auch über die DEKRA und die GTÜ bezogen werden.

## Rettungskarte mittels QR-Code
Die Daimler AG hat Ende 2013 zusätzlich den so genannten „Rettungs-Sticker“ eingeführt: Jeder Personenwagen von Mercedes-Benz und Smart erhält ab Werk zwei Aufkleber mit einem QR-Code. Die Aufkleber werden auf der Innenseite des Tankdeckels und auf der gegenüberliegenden Fahrzeugseite an der B-Säule montiert. Mittels Smartphone und beliebiger QR-Code-Reader-App wird die fahrzeugspezifische Rettungskarte abgerufen, die Sprachversion wird passend zur Smartphone-Einstellung übertragen. Der Vorteil bei der QR-Code-Methode liegt in der Fahrzeug-festen Zuordnung zur richtigen Rettungskarte. Rettungskräfte müssen das (teilweise schwer deformierte) Fahrzeug nicht mehr selbst identifizieren, dies reduziert die Gefahr von Zuordnungsfehlern und spart Zeit. Für das zweite Halbjahr 2014 hat Mercedes eine App angekündigt, mit deren Hilfe die Rettungskarten auch ohne Internet-Verbindung angezeigt werden. Seit Januar 2014 können die Aufkleber für bereits ausgelieferte Modelle von Mercedes-Benz und Smart ab Baujahr 1990 nachgerüstet werden.
Seit Juli 2014 können QR-Plaketten für nahezu alle Fahrzeugtypen zum Nachrüsten bei einem Anbieter bezogen werden.

## Andere Verkehrsmittel
Rettungsdatenblätter sind nicht nur für Straßenfahrzeuge, sondern auch für Schienenfahrzeuge und Flugzeuge erhältlich; beispielsweise von der Deutschen Bahn und den Flugzeugherstellern Boeing und Airbus. Auch die Bundeswehr bietet Rettungsdatenblätter für ihre Luftfahrzeuge an.